# Памятный знак морякам-балтийцам
Памятный знак морякам-балтийцам — памятник Великой Отечественной войны в Калининграде (1978, скульптор В. В. Моргунов). Расположен на Московском проспекте, рядом с рекой Преголей и Деревянным мостом. Является памятником истории местного значения. Народное название — «торпедный катер» или просто «катер».

## Описание
Памятник представляет собой торпедный катер типа «Комсомолец», установленный на наклонном постаменте, символизирующем гребень волны. Таким образом создаётся иллюзия того, что катер находится в движении. За катером расположена бетонная стела и стена с памятными досками, посвящёнными морякам-балтийцам, принимавшим участие в Восточно-Прусской операции.

## История
Памятник был установлен в 1978 году. В начале девяностых годов памятник был повреждён вандалами. К 50-летию Победы памятник был отреставрирован, но к концу двухтысячных годов опять пришёл в упадок. В мае 2008 года из городского бюджета Калининграда было выделено 15 миллионов рублей на реставрацию памятника.
В 2007 году рассматривалась возможность переноса памятника. Одно из возможных мест размещения - набережная исторических судов у Музея Мирового океана. Однако в рамках реконструкции памятника, начатой в 2010 году, было проведено обновление памятника на нынешнем месте.
В рамках подготовки к празднованию 65-летия Победы в Великой Отечественной войне в феврале 2010 года началась реконструкция монумента. В результате проведённой экспертизы выяснилось, что корпус катера слишком сильно обветшал и не подлежит восстановлению, поэтому было принято решение о строительстве нового корпуса по образцу старого на предприятии ЗАО «Белмет-Янтарь». 8 февраля 2010 года катер был демонтирован. Наиболее хорошо сохранившиеся оригинальные части катера (торпедные аппараты, руль, гребные винты, рубка, пулемёт ДШК) оставлены для установки на новом корпусе. 
Также в рамках реконструкции обновлены пьедестал, стела, стенка и тумбы с венками.
Изготовление полноразмерного макета торпедного катера было завершено 1 апреля 2010 года. В качестве прототипа выбран катер тип 123-бис времён войны, в то время как стоявший на постаменте ранее катер относился к более поздней послевоенной серии. 3 апреля 2010 года памятник был установлен на прежнее место.